# Gallatin County (Illinois)
Das Gallatin County ist ein County im US-amerikanischen Bundesstaat Illinois. Im Jahr 2010 hatte das County 5589 Einwohner und eine Bevölkerungsdichte von 6,7 Einwohnern pro Quadratkilometer. Der Verwaltungssitz (County Seat) ist Shawneetown.

## Geografie
Das County liegt im südsüdöstlichen Teil von Illinois an der Mündung des Wabash River in den Ohio, die jeweils die Grenze zu Indiana und Kentucky bilden. Es hat eine Fläche von 851 Quadratkilometern, wovon zwölf Quadratkilometer Wasserflächen sind. An das Gallatin County grenzen folgende Nachbarcountys:
| Hamilton County | White County  | Posey County (Indiana)  |
| Saline County   |               | Union County (Kentucky) |
|                 | Hardin County |                         |

## Geschichte

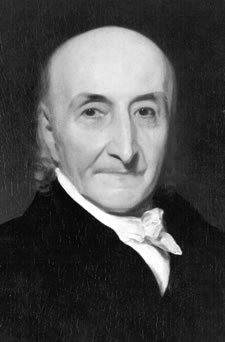
Gallatin

Der erste weiße Siedler war der Büchsenmacher Michael Sprinkle, der sich hier kurz vor 1800 auf dem Gebiet des heutigen Shawneetown niederließ. Der nächste Siedler war 1802 Alexander Wilson mit seiner Familie. 1808 oder 1809 wurde dann, nach dem Zuzug mehrerer weiterer Siedler, der kleine Ort Shawneetown gegründet und 1812 ein Landbüro gegründet.
Am 14. September 1812 wurde das Gallatin County aus ehemaligen Teilen des Randolph County gebildet, Benannt nach Albert Gallatin (1761–1849), einem früheren Finanzminister der USA (1801–1814).
Zur gleichen Zeit entdeckte man die ersten Salzminen, deren Erträge in der Folgezeit, bis ca. 1870, zum wichtigsten Handelsprodukt wurden. 1830 hatte das County bereits eine Bevölkerung von 7.400 Personen. Der Höchststand war 1900 mit fast 16.000 Einwohner erreicht. Nach dem endgültigen Aus des Salzabbaus gingen die Zahlen bis heute stetig zurück auf nunmehr nur noch knapp 5.600 Einwohner.

### Territoriale Entwicklung

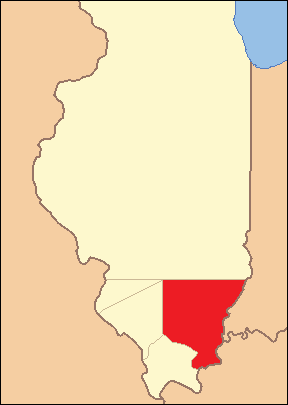
Das Gallatin County zwischen 1812 und 1815
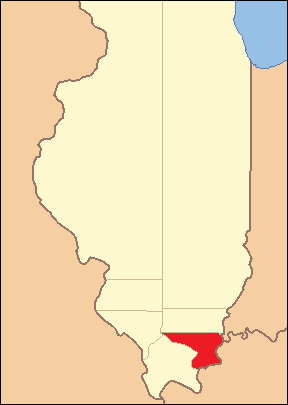
1815 bis 1816
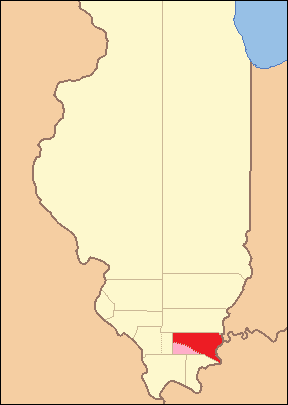
1816 bis 1818
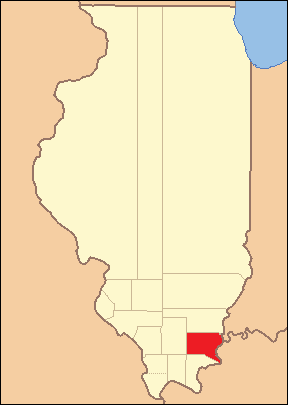
1818 bis 1847
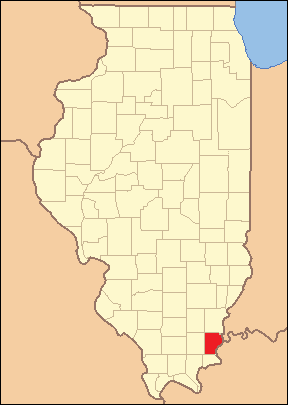
1847 bis heute

## Demografische Daten
Nach der Volkszählung im Jahr 2010 lebten im Gallatin County 5589 Menschen in 2775 Haushalten. Die Bevölkerungsdichte betrug 6,7 Einwohner pro Quadratkilometer. In den 2775 Haushalten lebten statistisch je 2,10 Personen.
Ethnisch betrachtet setzte sich die Bevölkerung zusammen aus 97,9 Prozent Weißen, 0,2 Prozent Afroamerikanern, 0,3 Prozent amerikanischen Ureinwohnern, 0,1 Prozent Asiaten sowie aus anderen ethnischen Gruppen; 1,2 Prozent stammten von zwei oder mehr Ethnien ab. Unabhängig von der ethnischen Zugehörigkeit waren 1,2 Prozent der Bevölkerung spanischer oder lateinamerikanischer Abstammung.
21,2 Prozent der Bevölkerung waren unter 18 Jahre alt, 58,3 Prozent waren zwischen 18 und 64 und 20,5 Prozent waren 65 Jahre oder älter. 51,3 Prozent der Bevölkerung war weiblich.
Das jährliche Durchschnittseinkommen eines Haushalts lag bei 34.319 USD. Das Prokopfeinkommen betrug 22.200 USD. 19,3 Prozent der Einwohner lebten unterhalb der Armutsgrenze.

## Ortschaften im Gallatin County
City
- Shawneetown

Villages
| - Equality - Junction - New Haven | - Old Shawneetown - Omaha - Ridgway |

Unincorporated Communities
| - Cottonwood - Elba - Gibsonia - Inman | - Kedron - Lawler - Leamington |

## Gliederung
Das Gallatin County ist in zehn Townships eingeteilt:
| Township             | Einwohner (2010) | FIPS     |
| -------------------- | ---------------- | -------- |
| Asbury Township      | 105              | 17-02427 |
| Bowlesville Township | 188              | 17-07536 |
| Eagle Creek Township | 187              | 17-21449 |
| Equality Township    | 849              | 17-24361 |
| Gold Hill Township   | 1708             | 17-30302 |
| New Haven Township   | 478              | 17-52519 |
| North Fork Township  | 408              | 17-53702 |
| Omaha Township       | 499              | 17-56016 |
| Ridgway Township     | 937              | 17-64031 |
| Shawnee Township     | 230              | 17-69069 |